# Hossein Shanbehzadeh
Hossein Shanbehzadeh (en persa: حسین شنبه‌زاده‎) es un escritor y activista iraní. Fue detenido en 2024 después de tuitear un punto («.»).

## Carrera
Hossein se ha desempeñado como traductor, editor literario y activista. Ha adquirido notoriedad por sus mensajes críticos o satíricos sobre el régimen iraní y sobre líder supremo Alí Jamenei.En 2019 fue detenido en relación con las protestas en Irán de 2019, siendo acusado del cargo de «insultar las santidades y al líder de la República Islámica»,siendo recluido en la prisión de Evin y sentenciado a seis años de cárcel. Fue liberado a comienzos de 2024, entre marzo y abril, antes de terminar la condena.
El 4 de junio de 2024, Hossein fue arrestado nuevamente un mes después de haber tuiteado un punto («.») como respuesta a Alí Jamenei, el cual obtuvo un impacto y una cantidad de likes significantemente mayor que la publicación original de Jamenei. El escritor anteriormente había publicado una denuncia en contra de las crueles prácticas en la prisión de Evin. Múltiples usuarios expresaron su indignación como respuesta al arresto.Shanbehzadeh fue acusado por las autoridades de espiar para Israel, un cargo que puede acarrear la pena de muerte. Su paradero se desconoce.